# Panicum effusum
Espèce
Panicum effusum est une espèce de plantes dicotylédones de la famille des Poaceae, originaire d'Asie du Sud-Est et d'Australie. Cette plante est connue en langue anglaise sous le nom de hairy panic (panique chevelue).

## Description
Panicum effusum est une graminée vivace par ses rhizomes, cespiteuse, à chaumes dressés ou géniculés, pouvant atteindre un mètre de haut.

Les feuilles sont pour la plupart basales, à gaine poilue, et ligule formée par une membrane ciliée de 1 mm de long .

Le limbe des feuilles est plat ou enroulé, pouvant atteindre 25 cm de long et 5 mm de large, avec une nervure médiane saillante à la face inférieure.
Les inflorescences sont des panicules lâches, de 8 à 50 cm de long, qui se brisent à maturité et sont dispersés par le vent.

## Aspects environnementaux de pullulations biologiques

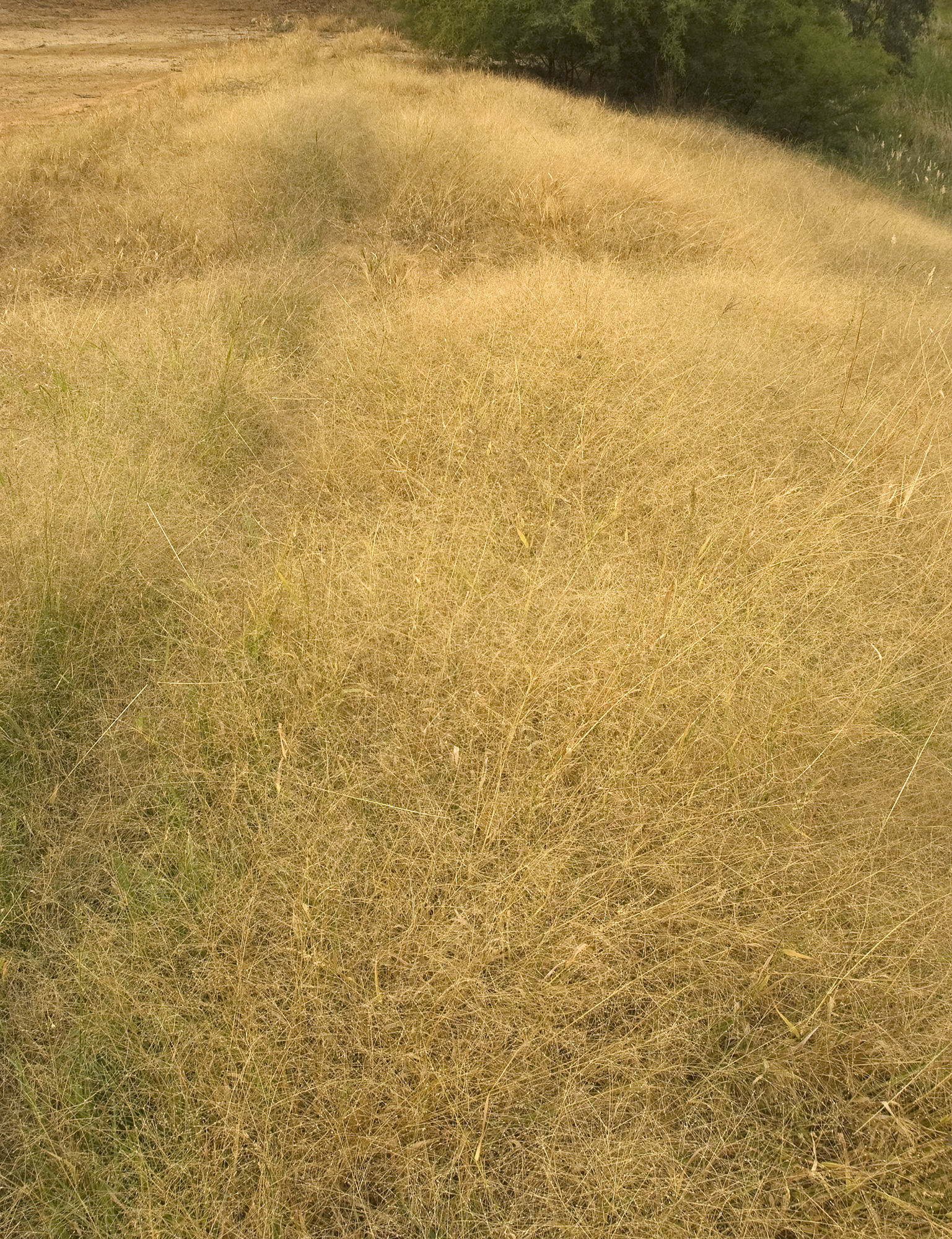
Plants desséchés de Panicum effusum à Wagga Wagga (Australie).

En conditions de sècheresse, et de faible pression d'herbivorie, cette plante à croissance rapide se met à pulluler et produit des « virevoltants » qui peuvent devenir une nuisance dans les zones résidentielles ou cultivées en raison de l'accumulation d'importantes masses d'herbe sèches. Les chaumes secs et ces accumulations de virevoltants peuvent contribuer à une éventuelle propagation d'incendies. 
Cette espèce fait partie de celles qui sont favorisés par le feu, et qui favorisent les feux. 
Il a en effet été montré que l'exposition de la graine de cette graminée à de la fumée dope fortement sa germination,. 
La fumée semble même être le principal facteurs capables de lever la dormance de la graine de cette espèce, qui peut alors occuper le nouveau biotope fraîchement « libéré » des autres espèces, éventuellement concurrentes par le feu. 

Ce n'est pas la seule poacée dont la démographie est ainsi dopée par la fumée (près de la moitié de 20 espèces natives testées en Nouvelle-Galles du Sud, en Australie, le sont aussi), mais en laboratoire c'est l'espèce qui s'est montrée la plus fortement stimulée par l'exposition à la fumée : le taux de germination augmentait de 7,7 à 63,1% après que la graine avait été enfumée et Panicum effusum ne germait pas en l'absence de fumée, alors que 16,7% en moyenne des graines germaient après exposition à de la fumée. Ces études ont montré qu'inversement, une plante "concurrente comme Stipa scabra subsp. scabra, bien que vivant également en milieu sec, avait une germination significativement réduite par la fumée (réduite de 30,2 à 19,9%). 
En février 2016, la petite ville australienne de Wangaratta ( Victoria) a ainsi été envahie par de grandes quantités de cette plante, qui se sont accumulées en certains endroits jusqu'à la hauteur du toit des maisons. Les habitants victimes de ce phénomène ont accusé un agriculteur local d'avoir négligé d'entretenir ses enclos. C'est une espèce que l'écobuage, les drainages et le réchauffement climatique peuvent favoriser.

## Liste des variétés
Selon Tropicos (18 février 2016) (Attention liste brute contenant possiblement des synonymes) :
- variété Panicum effusum var. convallium (F. Muell.) Benth.
- variété Panicum effusum var. effusum
- variété Panicum effusum var. hispidissimum Domin
- variété Panicum effusum var. simile (Domin) B. K. Simon
- variété Panicum effusum var. subleiophyllum Domin